# Фридриц, Иван Павлович
Иван Павлович Фридриц (Фридерици, Фридерицци; 1803—1842 или 1802/1803 — 1860-е) — русский портретист, гравёр, работавший в технике гравюры на меди и литографии, акварелист, иллюстратор.

## Биография
Родился в 1802 или 1803 годах в бедной семье неясного происхождения. С 1815 года обучался в Академии художеств в Санкт-Петербурге (средства для обучения Фридрица в Академии предоставил сенатор барон А. Ф. Корф). Фридриц был любимым учеником профессора Н. И. Уткина, и помогал учителю при написании портретов.
В 1824 году получил золотую медаль второй степени Общества поощрения художеств за гравюру: «Портрет Н. Н. Бантыш-Каменского». В 1825 году получил обе серебряных медали, первой и второй степени, и в том же году за гравюру «портрет И. А. Крылова» (для издания «Басен» того же года, с рисунка П. А. Оленина) получил статус «назначенного в Академики». 
Фридриц создал множество гравюр довольно высокого качества. Среди них были отдельные портреты (Ф. В. Булгарина — для его «Сочинений» 1828 года издания, Наполеона Бонапарта для «Жизни Бонапарта, сочинения де Шаплета»), иллюстрации для периодических изданий («Журнала изящных искусств» В. И. Григоровича, альманаха «Северные цветы», «Невского альманаха», в которых, в частности, были размещены гравированные Фридрицем портреты Рафаэля, Микеланджело и императрицы Марии Фёдоровны), виньетки и иллюстрации к книгам и др. 
Для издававшейся Тюлевым серии литографий «Отечественная портретная галерея знаменитых особ в Российской империи от начала XVIII века до нашего времени» Фридриц исполнил портреты князя А. Д. Меньшикова и героев покорения Кавказа А. А. Вельяминова и П. Д. Цицианова, а для серии литографий, издававшейся Гельбахом — портреты  И. Л. Голенищева-Кутузова (с оригинала Д. Г. Левицкого), Д. М. Княжевича (с оригинала Ф. Крюгера), светлейшего князя И. Ф. Паскевича-Эриванского, С. П. Тюрина.
Работал также акварелью и в 1839 году на Академической выставке в Санкт-Петербурге представил шесть акварельных портретов. 
К началу 1840-х годов спился (склонность к пьянству отмечалась у Фридрица ещё в период обучения в Академии) и более не работал. Согласно РБС, скончался в 1860-е годы, но на сайте Пушкинского музея датой кончины указан 1842 год.